# 生理休暇
生理休暇（せいりきゅうか）とは、生理日の就業が著しく困難な女性が請求したときに設けられる休暇の一つである。

## 歴史
- 本項で労働基準法について以下では条数のみを挙げる。

月経時の女子労働者を保護する取り組みは、1917年の全国小学校女教員大会にて提起された「生理的障害」問題に遡るとされる。その後「女工哀史」などで女性労働者問題が取り上げられると、労働組合の中には月経時の休暇を権利要求として主張する者も現れた。戦前初の生理休暇獲得例として1932年の千寿食品研究所工場争議があげられる。1931年12月、千葉食糧研究所女子従業員は、日本初の生理休暇（有給5日）を獲得した。
戦後の労働基準法制定時にこれらの運動を踏まえて生理休暇を法定化しようとしたところ、GHQ（連合国軍最高司令官総司令部）は男女平等原則の立場から、生理休暇は「女性の特別扱い」であるとして強く否定していた。しかしながら女性活動家たちの熱心な運動により、GHQの反対を押し切り労働基準法（制定当時は第67条）に規定されることとなった。国際労働機関（通称：ILO）諸条約には生理休暇に類する規定はなく、日本が独自に定めた規定である。
法制定時は「生理休暇」が法文上の語であったが、男女雇用機会均等法の制定に伴う法改正で「生理日の就業が著しく困難な女性に対する措置」と改められ、「生理休暇」の語は法文上からは姿を消している。また同時に、法制定時にあった「生理に有害な業務」の規定が、実際にはそのような業務が想定できず、第2項の「命令」がついに発せられなかったことから削除されている。
なお、船員（船員法第1条に規定する船員）には労働基準法上の生理休暇の規定は適用されないが（第116条）、別途船員法によって同趣旨の規定が置かれている（船員法第88条の7）。国家公務員については人事院規則10-7で、地方公務員については各自治体の条例で、それぞれ生理休暇の規定を定めている。

## 要件
第68条は、女性が現実に生理日の就業が著しく困難な状態である場合に休暇の請求があったときはその者を就業させてはならないこととしたものであり、生理であることのみをもって休暇を請求することを認めたものではない。休暇の請求は必ずしも暦日単位で行う必要はなく、時間単位で行ってもよい（昭和61年3月20日基発151号、婦発69号）。雇用形態は問わないので、正規雇用・非正規雇用を問わず女性労働者であれば誰でも請求できる。また、いわゆる管理監督者等の第41条該当者であっても同様に請求できる。一般的には就業規則等でその要件や手続き等を定めることになるが、生理休暇は法所定の労働者の権利であるため、就業規則等に記載がない場合であっても請求は可能である。派遣労働者については、派遣先が使用者としての義務を負う（労働者派遣法第44条2項）。ストライキ期間中であっても女性が休暇を請求すれば生理日に就業させなかった日として取り扱われる（昭和27年7月25日基収382号）。
生理期間、その間の苦痛の程度あるいは就労の難易は各人によって異なるものであり、客観的な一般基準は定められない。したがって、就業規則等で休暇日数の上限を設けることは認められない。なお有給の日数を定めておくことはそれ以上休暇を与えることが明らかにされていれば差支えない（昭和23年5月5日基発682号）。
休暇の手続きを複雑にすると、この制度の趣旨が抹殺されることになるから、「生理日の就業が著しく困難」の挙証について、特段の証明は必要なく、特に証明を必要とする場合であっても医師の診断書のような厳格な証明でなくても、同僚の証言程度の一応事実を推断せしめるに足れば充分である（昭和23年5月5日基発682号）。
生理休暇を請求した場合、その間の賃金は労働協約、就業規則、労働契約の定めによるが、生理休暇を有給とするか否かは、当事者の自由であり、無給でもよい（昭和23年6月11日基収1899号）。ただし、出勤率の計算等において当該女性に著しい不利益を課すことは法の趣旨に照らし好ましくない（昭和49年4月1日婦収125号）。第68条の趣旨は、当該労働者が生理休暇の請求をすることによりその間の就労義務を免れ、その労務の不提供につき労働契約上債務不履行の責めを負うことのないことを定めたにとどまり、生理休暇が有給であることまでをも保障したものではない（エヌ・ビー・シー工業事件・最判昭和60年7月16日）。なお非常勤国家公務員については生理休暇は無給とされる（人事院規則15-15）。
生理休暇を請求して就業しなかった期間は、年次有給休暇の出勤日の算定に当たっては出勤したものとはみなされないが、当事者の合意によって出勤したものとみなすことも差し支えない（昭和23年7月31日基収2675号）。

## 罰則
第68条の規定に違反した者は、30万円以下の罰金に処する（第120条）。 

## 日本における現況
厚生労働省「平成27年度雇用均等基本調査」の結果概要によれば、生理休暇中の賃金を「有給」とする事業所の割合は25.5%（平成19年度同調査では42.8%）で、そのうち70.6%（同70.0%）が「全期間100%支給」としている。また、女性労働者がいる事業所のうち、平成26年4月1日から平成27年3月31日までの間に生理休暇の請求者がいた事業所の割合は2.2%（同5.4%）であった。女性労働者のうち、生理休暇を請求した者の割合は0.9%であった。長期的には有給とする事業所の割合、請求した者の割合とも、低下傾向にある。
厚生労働省雇用機会均等課は、「職場には生理のことは伝えず、年次有給休暇を使って休んでいるかもしれない。人手不足の企業では、休みたくても休めない女性もいるかもしれない」と話す。